# Pontiac Torpedo
Pontiac Torpedo – samochód osobowy klasy wyższej produkowany pod amerykańską marką Pontiac w latach 1939–1948.

## Pierwsza generacja

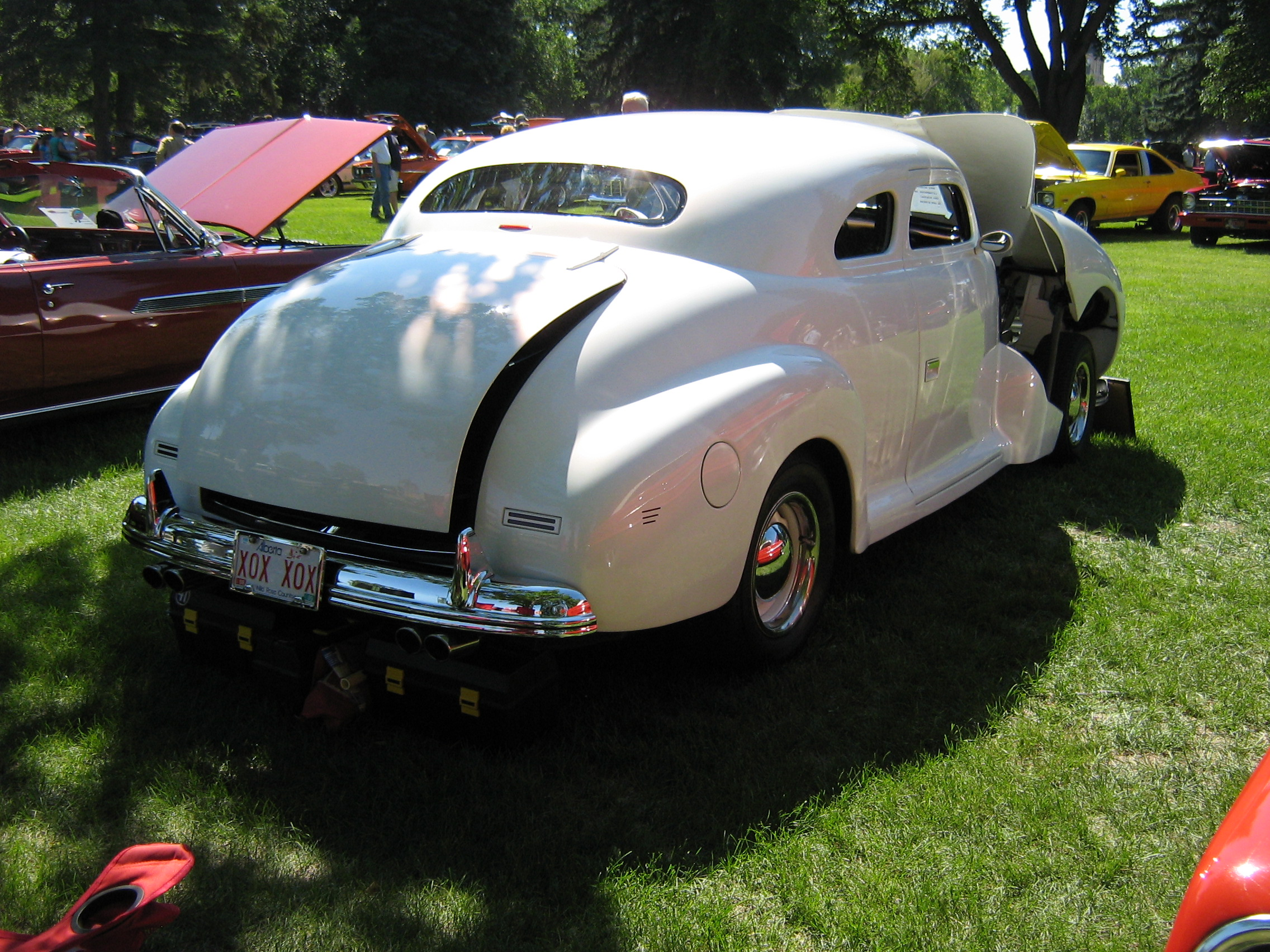
Pontiac Torpedo I – tył

Pontiac Torpedo I został zaprezentowany po raz pierwszy w 1939 roku.
Model Torpedo poszerzył ofertę Pontiaca jako sztandarowy model oparty na platformie koncernu General Motors skonstruowaną z myślą o dużych, luksusowych pojazdach, którą wykorzystano m.in. także w pokrewnych konstrukcjach marek Cadillac i Oldsmobile.
Samochód utrzymano w charakterystycznych dla modeli firmy na przełomie lat 30. i 40. XX wieku proporcjach. Błotniki zyskały obłe, wyeksoponowane kształty ze znajdującymi się na nich okrągłymi reflektorami, z kolei pas przedni zdobiła duża chromowana atrapa chłodnicy.

### Silniki
- L6 3.9l Flathead
- L8 4.1l Silver-Streak

## Druga generacja

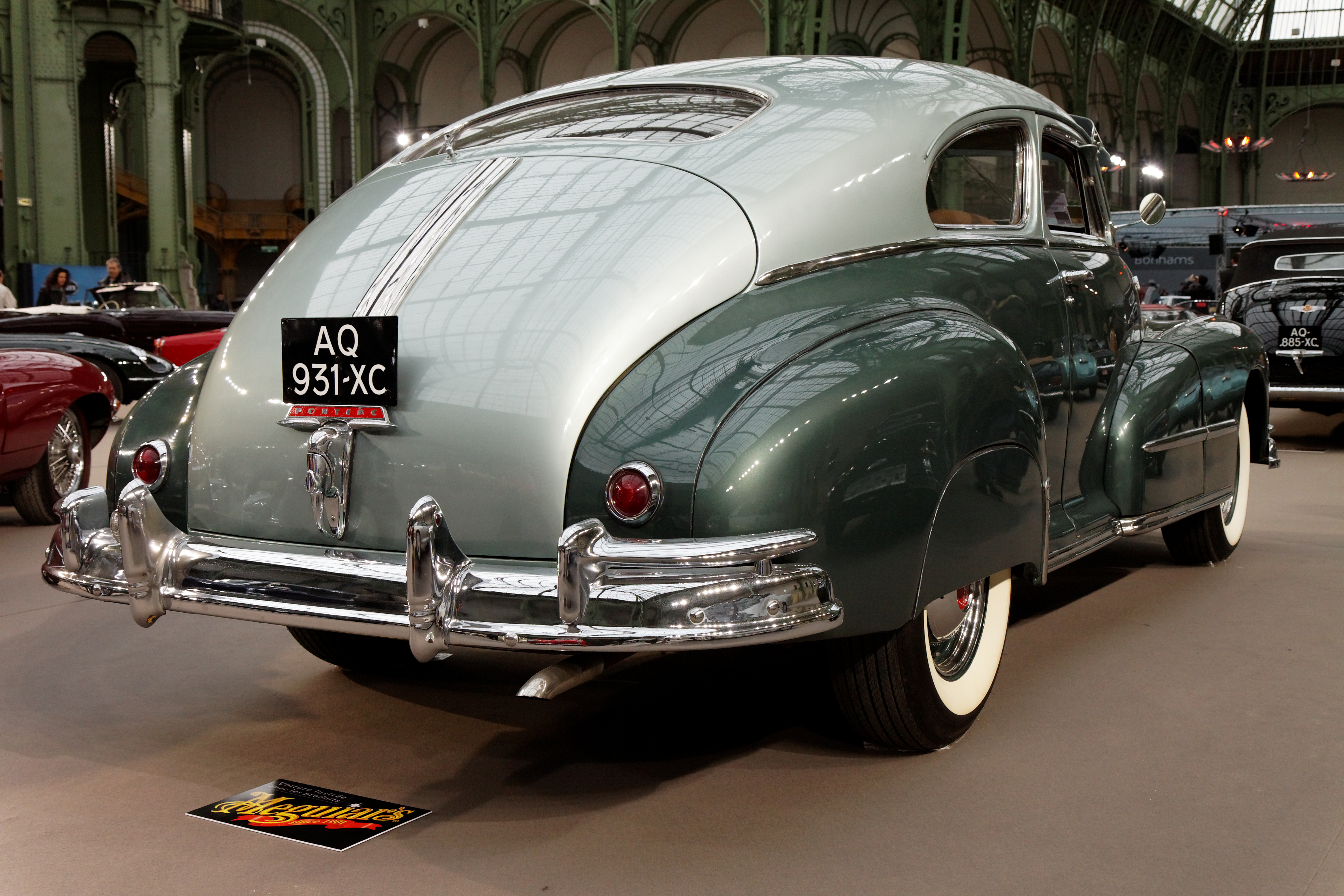
Pontiac Torpedo II – tył

Pontiac Torpedo II został zaprezentowany po raz pierwszy w 1942 roku.
Druga generacja linii modelowej Torpedo przeszła ewolucyjny zakres zmian w stosunku do poprzednika. Przednia część nadwozia zachowała obłe, masywne błotniki, z kolei pas przedni przyozdobiła teraz znacznie większa atrapa chłodnicy i większe reflektory.
Tylna część nadwozia zyskała z kolei tym razem obłe zakończenie, z kolei innym charakterystycznym akcentem stylistycznym stały się zabudowane do połowy tylne nadkola.

### Silniki
- L6 3.9l Flathead
- L8 4.1l Silver-Streak